# Kurt Koffka
Kurt Koffka (Berlin, 1886. március 18. – Northampton, Massachusetts, 1941. november 22.) német pszichológus. Max Wertheimerrel és Wolfgang Köhlerrel együtt létrehozta a gestaltpszichológiát. Munkájában a percepciót vizsgálta, miszerint a tárgyak egésze, nagyobb, mint a részeinek összessége. A gestalt irányzat szóvivőjeként, Koffka Európából az Amerikai Egyesült Államokba költözött, hogy ott is előadja elképzeléseiket a szakmai tudományos közönségnek.

## Életútja
Kurt Koffka Berlinben született, Németországban, 1886-ban. Korai oktatását nagybátyja irányítása alatt fejezte be, ő volt az aki felkeltette érdeklődését a filozófia és a tudományok iránt. 1904-től Skóciában, az Edinburgh-i Egyetemen folytatta tanulmányait, ott ismerte meg a brit filozófiát. Két évvel később visszatért Berlinbe, hogy a filozófiát pszichológiára váltsa.
Koffka az emberi érzékelés iránt kezdett érdeklődni.  Az első megjelent művei között volt tanulmánya a saját színvakságáról. Doktori fokozatát  Carl Stumpfnál szerezte meg a Berlini Egyetemen, A zene és a vizuális ritmusok percepciója című munkájával. Felesége Mira Klein lett, aki tovább segítette őt ennek a témának a feltárásában. Gyakorlatát 1909-ben a Freiburgi Egyetemen folytatta Johannes von Kires fiziológus gyógyászati részlegében. Freiburgban azonban csupán néhány évig maradt. Ő lett az asszisztense Oswald Külpének és Karl Marbenek a Würtzburgi Egyetemen, amely akkoriban a kísérleti pszichológia egyik központja volt.
1910-ben Koffka úgy döntött, hogy elhagyja Würtzburgot és a Franfurti Pszichológiai Intézetben folytatja a kutatásait Friedrich Schumann professzor mellett. Ott találkozott Wolfgang Köhlerrel, akivel még abban az évben csatlakoztak Max Wertheimer laboratóriumába, ahol a mozgás észlelését tanulmányozták. Életre szóló barátság alakult ki köztük, és ők hozták létre a gestaltpszichológiát.
1911-ben Koffka elhagyta Frankfurtot, Giesseni Egyetem professzora lett, de továbbra is fenntartotta szoros kapcsolatát Köhlerrel és Wertheimerrel. A kutatás középpontjába most a memória és a gondolkodás került. Az első világháború kezdetekor a hadseregben dolgozott és a hangot kutatta. A háború után Koffka egy teljes munkaidős állást kapott a Giesseni Egyetemen, ahol a kísérleti pszichológia professzora lett.
1921-ben a Giesseni Egyetem Pszichológia Intézetének professzoraként megalapította saját laboratóriumát. Együtt működve Köhlerrel és Wertheimerrel illetve tanítványaival rengeteg cikket jelentetett meg a gestaltpszichológiáról. 
Koffka 1921-ben tette közzé elképzeléseit a gestalt féle észleléssel és megértéssel kapcsolatban. Hamar nagy népszerűségnek örvendett, és számos nyelvre lefordították munkáját, Die Grundlagen der psychischen Entwicklung : eine Einführung in die Kinderpsychologie(Osterwieck am Harz : A. W. Zickfeldt, 1921. VII, 278 p.), magyar nyelven  Az elme növekedése: Bevezetés a gyermekpszichológiába címűt. Ez a munka volt az alapja a későbbi fejlődéslélektani elméleteknek. A hirtelen jött népszerűség ellenére Koffka mégsem talált saját körében megfelelő „hagyományos” német tudóst. Abban az időben a német pszichológusok többsége ellenezte a gestalti ideákat.
Koffka később úgy döntött, hogy az Amerikai Egyesült Államokba költözik. Barátja Robert Ogden, amerikai pszichológus segített Koffka gestalt nézeteit bemutatni a közönségnek, egy tudományos folyóiraton keresztül. Ez egy új szakasz kezdete volt Koffka életében. 
1923-ban elvált feleségétől, és elvette Elisabeth Ahlgrimmt. Azonban ez a házasság nem tartott sokáig, és Koffka visszatért első feleségéhez. 1924 és 1927 között előadásokat tartott a Cornell és a Wisconsine Egyetemen, 1927-ben kutatóprofesszor lett a Smith Collegeban Northamptonban, Massachusetts államban, és itt is maradt haláláig. 1928-ban ismét elvált első feleségétől és visszament második feleségéhez, Elisabeth Ahlgrimmhez.
Smith Collegeben töltött évek voltak Koffka legtermékenyebb évei. 1935-ben egy négykötetes tanulmányban foglalta össze ott végzett kutatásait és egész életének kemény munkáját, Principles of Gestalt Psychology (=A gestaltpszichológia alapelvei) címűben.
1939-ben az Oxfordi Egyetemre hívták tanítani, ahol kiterjesztette kutatásait az agyi sérülésekre is. A katonai kórházban olyan betegekkel dolgozott, akik által fejleszteni tudta módszerét az agykárosodásra. 
A következő két évben azt tapasztalta, hogy a komoly egészségügyi problémákat csak ő képes kutatni.  Majd visszatért Amerikába, és folytatta a tanítást a Smith Collegeban.
1941-ben halt meg szívrohamban.

## Munkássága
Wolfgang Köhlerrel és Max Wertheimerrel együtt megalkották a gestaltpszichológiát. A német gestalt szót használták arra, hogy kifejezzék az emberi tapasztalat holisztikus megközelítését. A modern német nyelvben a gestalt, illetve a gestellen azt jelenti, hogy összerakni.
Koffka szerint az emberi elme természetes módon szervezi az egyéni érzéseket és tapasztalatokat értelmes egészekké. Az egyik, elsők között lévő angol nyelvű cikkében 1922-ben a csecsemők felfogását tekintve azt állítja, hogy a csecsemők nem tudják megkülönböztetni az egyes tárgyakat, de mindent tudnak holisztikusan érzékelni. Ahogy idősödnek megtanulják a tárgyak közötti különbség tételt és egy idő után reagálni is tudnak rájuk. Koffka szerint, ahelyett, hogy külön-külön építenék fel a tárgyak elemeit, először úgy érzik, hogy befolyásuk van a környezetre, majd fokozatosan kezdik megkülönböztetni és elkülöníteni a különböző tárgyakat benne, gyakran észre sem veszik a tárgynak bizonyos elemeit, amelyek alkotják a tárgyat. 
Munkája kezdetén a mozgás jelenségét vizsgálta, kombinálta a fiziológia és a kísérleti pszichológia elemeit.  Az 1935-ben megjelent A gestaltpszichológia alapelvei művében összegezte az észleléssel kapcsolatos kutatásait, és a gestalt mozgalom alapelveit, ötleteit.
Sokáig azt gondolták, hogy a tárgy egyes elemeinek észlelése rögzített. A matematikában egy három inch hossznyi vonal, mindig több lesz, mint egy két inch-nyi hosszú. A pszichológusok azonban azt feltételezik, hogy tűnhet hosszabbnak a rövidebb vonal.  Koffka rámutatott, hogy egy ilyen vonalat, kombinálva más elemekkel másképp észlelünk. Ennek a jelenségnek a leghíresebb példái a Ponzo- és a Müller-Lyer illúziók. Koffka szerint a pszichológusnak mindig fel kell tennie a kérdést: A dolgok miért olyanok, mint amilyennek tűnnek?
A pszichológusnak mindig holisztikus keretben kell tekintenie a dolgokra. A tudomány célja nem csupán a tények összegyűjtése, hanem az, hogy a tényeket bele tudjuk helyezni az elméleti egészbe.  Az elméleti rendszereknek magukban kell foglalniuk mindazokat a tényeket, amelyek egy racionális rendszert tudnak létrehozni. Mivel minden tény kölcsönösen függ egymástól, ezért a rendszer nem fogja, még a legkisebb tényezőt sem figyelmen kívül hagyni. Koffka bírálta azokat a tudósokat, akik olyan elméleti rendszereket alkottak meg, amelyek egyszerűen megtagadják azokat a tényeket, amelyek nem illeszkednek a rendszerbe. Koffka szerint a gestalt nézet figyelembe vesz minden körülményt. A tudománynak átfogónak kell lennie
. 
Fontos, a tudományos kategorizálásban figyelembe vennünk a sorrendet. Koffka megállapította, hogy az élőlények között van egy fajta sorrend, amely szervetlen szinten nem látható. Illetve szerinte, a tudományhoz még egy kategóriát hozzá kellene adni, ez pedig a jelentés és az érték, és ezek azok, amelyeket még be kell építeni a tudományos elméletekbe.

## Hagyatéka
Koffka, Köhler és Wertheimer létrehozott egy új megközelítést a pszichológiában, amely közvetlenül szemben állt Wundt nézeteivel. Koffka volt az, aki rendszerezte elképzeléseiket egy koherens elméletbe, amely végül a  gestaltpszichológia lett. Ő volt a fő szóvivője a Gestalt mozgalomnak, segítette terjedését  Európa-szerte, majd később pedig az Amerikai Egyesült Államokban is.
Koffka  ötleteiket a gyakorlatban is alkalmazta, kiterjesztette a  gestalt elméletet a fejlődéslélektanra, de különösen azokra a területekre, ahol az érzékelés, a tanulás és megismerés a cél.
A gestaltpszichológia alapelveit a későbbiek során is a pszichológia több különböző területén is alkalmazták, mint például a motiváció, a szociálpszichológia, a személyiség-lélektan, Kurt Lewin pedig különösen kedvelte ezt az irányzatot.

## Fordítás
- Ez a szócikk részben vagy egészben a Kurt Koffka című angol Wikipédia-szócikk fordításán alapul.  Az eredeti cikk szerkesztőit annak laptörténete sorolja fel. Ez a jelzés csupán a megfogalmazás eredetét és a szerzői jogokat jelzi, nem szolgál a cikkben szereplő információk forrásmegjelöléseként.